# Pulsatilla slavica
Pulsatilla slavica är en ranunkelväxtart som beskrevs av Christian Friedrich Reuss. Pulsatilla slavica ingår i släktet pulsatillor, och familjen ranunkelväxter. Inga underarter finns listade i Catalogue of Life.

## Bildgalleri

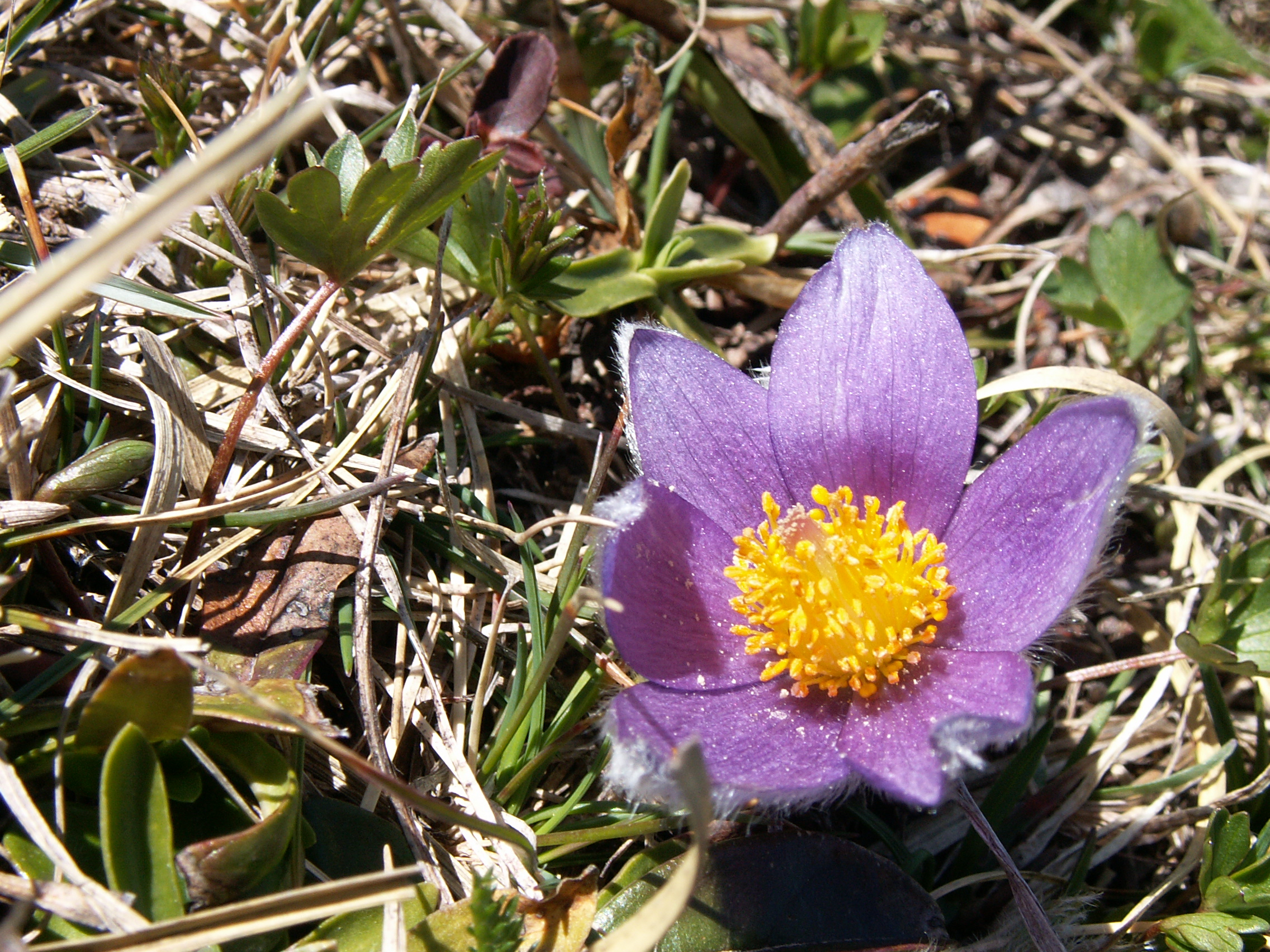